# Euphorbia amarifontana
Euphorbia amarifontana es una especie fanerógama perteneciente a la familia Euphorbiaceae. Es originaria de   Sudáfrica y Namibia.
Está considerada por Kew como un sinónimo de Euphorbia rhombifolia Boiss., Cent. Euphorb.: 19 (1860).

## Taxonomía
Euphorbia amarifontana fue descrita por Nicholas Edward Brown y publicado en Flora Capensis 5(2): 275. 1915.
Etimología
Euphorbia: nombre genérico que deriva del médico griego del rey Juba II de Mauritania (52 a 50 a. C. - 23), Euphorbus, en su honor – o en alusión a su gran vientre –  ya que usaba médicamente Euphorbia resinifera. En 1753 Carlos Linneo asignó el nombre a todo el género.
amarifontana: epíteto latino compuesto que significa "desagradable" y "de primavera". 
Sinonimia
- Tirucalia amarifontana (N.E.Br.) P.V.Heath	[3][4]